# Carolien Borgers
Carolien Borgers (Breda, 7 juni 1983) is een Nederlandse cabaretière, radiopresentatrice voor AVROTROS op NPO Radio 2, stemactrice en zangeres.

## Levensloop
Borgers bracht haar jeugdjaren door in Etten-Leur. Op haar zeventiende werd ze aangenomen op de Amsterdamse Toneelschool en Kleinkunstacademie. Tijdens haar stagejaar toerde ze het land door met Ren Lenny Ren van Acda en De Munnik.
Ze maakte vier theaterprogramma's van 2008 tot en met 2015:
In 2008 debuteerde ze met haar eerste cabaretprogramma Snars. Dit programma speelde ze 120 keer. In 2010 Makkelijk Praten. In 2012 Happy End en in 2013 Zeker weten. Van de laatste kwam een reprise in 2015.
Borgers was ook te zien op televisie als een vaste columnist bij Altijd Wat van de NCRV en ze nam tweemaal deel aan Mag ik u kussen? van de AVRO. Vanaf 19 oktober 2013 was ze vaste tafelgast bij Volgende Week op RTL 4. Borgers was deelnemer in het dertiende seizoen van het televisieprogramma Wie is de Mol?, dat werd opgenomen in Zuid-Afrika. Ze was de verliezend finalist, hoewel ook zij mol Kees Tol ontmaskerde.
Sinds 2017 heeft ze in de nacht van maandag op dinsdag een radioprogramma op NPO Radio 2.
Daarnaast is Borgers actief als zangeres: in december 2014 bracht ze haar Nederlandstalige debuutalbum De Andere Ik uit. In datzelfde jaar gaf zij een optreden op Lowlands. In maart 2016 deed ze mee met It Takes 2 van RTL, een programma met zingende BN'ers, en eindigde daar als vijfde.
In 2017 nam ze deel aan de debatserie What's the right thing to do van HUMAN-televisie onder leiding van Michael Sandel.
Vanaf augustus 2022 zit Borgers in de selectiecommisie van de AVROTROS voor Nederland voor het Eurovisiesongfestival

### TALK en het EK vrouwenvoetbal 2017

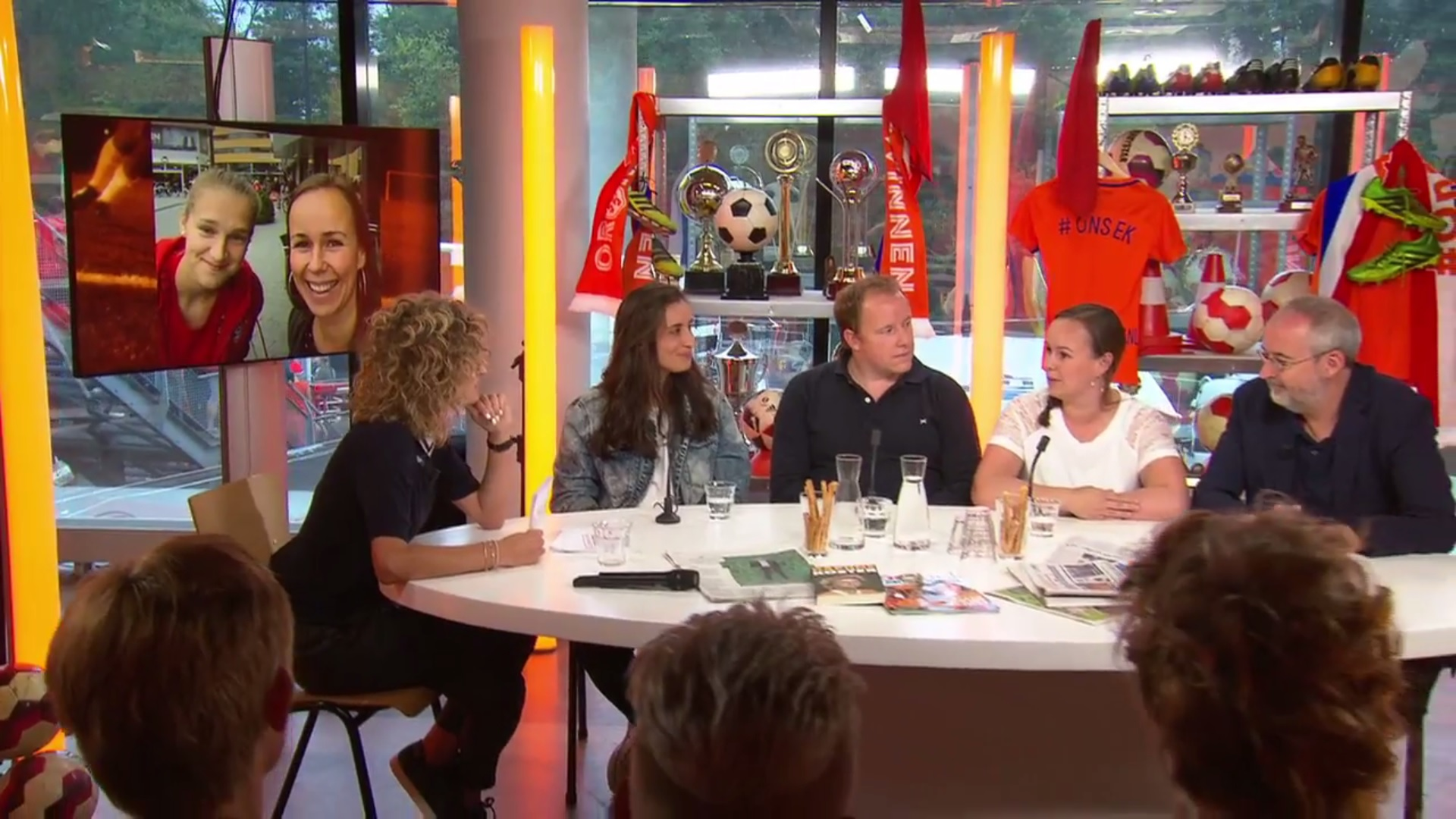
Borgers in TALK

In 2017 was Borgers presentator in haar eigen praatprogramma TALK, dat uitgezonden werd op NPO Best. Dit programma was geheel gewijd aan het EK vrouwenvoetbal 2017. De eerste aflevering werd uitgezonden voor de openingswedstrijd in Stadion de Galgenwaard in Utrecht.
In het programma Jinek van Eva Jinek vertelde Borgers over haar praatprogramma in het bijzijn van oud-international en voetbalster Anouk Hoogendijk.
Borgers is vanaf de invoering van de nieuwe NPO Radio 2 programmering in het weekeinde op 3 oktober 2020, de opvolgster van Daniël Dekker als presentator van Muziekcafé. Ze presenteert het programma elke zaterdagmiddag tussen 16:00 en 18:00 uur rechtstreeks vanuit De Vorstin in Hilversum.
Ook was Borgers nadat Annemieke Schollaardt op zondag 25 april 2021 Annemiekes A-lijst voor de laatste keer presenteerde, samen met Frank van 't Hof, de laatste 2 weken invaller voor dit  programma. Borgers presenteerde de vrijdag en zondag uitzending. Derhalve was de allerlaatste uitzending op Moederdag, zondag 9 mei 2021.
Zowel in juni 2022 als in juni 2023 (toen ze een gebroken neus opliep nadat tegen een glazen wand was gebotst) werkte ze dagelijks mee aan het programma Opium op Oerol op Terschelling van presentator Cornald Maas.